# Косыгин, Юрий Александрович
Ю́рий Алекса́ндрович Косы́гин (9 (22) января 1911, Санкт-Петербург — 25 января 1994, Хабаровск) — советский и российский геолог-тектонист, Герой Социалистического Труда, директор Института тектоники и геофизики Дальневосточного отделения АН СССР, академик АН СССР, профессор, доктор геолого-минералогических наук.
Косыгин возглавлял Комиссию по координации геолого-геофизических исследований на Дальнем Востоке и Объединённый учёный совет Наук о Земле при Президиуме ДВНЦ АН СССР и являлся председателем совета директоров НИИ и вузов при Хабаровском крайкоме партии. Также являлся членом бюро Тектонического комитета АН СССР, Научных советов по комплексным исследованиям земной коры и верхней мантии, по происхождению нефти при Президиуме АН СССР, членом учёных и научно-технических советов многих научно-исследовательских и производственных организаций.

## Биография
Родился 9 (22) января 1911 года в Санкт-Петербурге в семье геолога-нефтяника профессора Александра Ивановича Косыгина.
В 1927—1931 годах учился в Московской горной академии (с 1930 года — Московский нефтяной институт имени И. М. Губкина).
После окончания института работал в городе Красноводск в тресте «Туркменнефть» геологом, главным геологом, заместителем директора, директором геологоразведочного управления и в 1935 году был назначен директором промысла «Небитдаг» того же треста. В том же году он стал ассистентом и заведующим кафедрой Московского нефтяного института и одновременно с октября 1935 года по июнь 1941 года работал в Институте горючих ископаемых АН СССР в Москве. В это время интересовался тектоникой нефтеносных областей: проводил полевые исследования в Западном Казахстане и на Украине. В 1940 году защитил кандидатскую диссертацию на тему «Тектоника северо-восточной части Эмбенской области». В этом же году в лагере Магадане умер его отец, осуждённый двумя годами ранее за шпионаж в пользу Японии.
С 1941 по 1945 годы участвовал в Великой Отечественной войне; был уволен в запас в звании инженер-майора интендантской службы.
После демобилизации Косыгин работал в Геологическом институте АН СССР и, одновременно, преподавал в Московском нефтяном институте, а затем в Академии нефтяной промышленности. В это время он проводил экспедиционные исследования в Западном Казахстане, Поволжье, Крыму, Карпатах и в других районах Европейской части СССР. Итогом этих исследований стала монография «Соляная тектоника платформенных областей», защищённая в 1947 году в качестве докторской диссертации. В 1949 году ему было присвоено звание профессора.
28 марта 1958 года Ю. А. Косыгин был избран членом-корреспондентом, а 24 ноября 1970 года — действительным членом (академиком) АН СССР.
С созданием Сибирского отделения АН СССР в 1958 году переехал в Новосибирск, где возглавил лабораторию тектонической карты, позднее преобразованную в лабораторию геотектоники, а затем отдел геотектоники в Институте геологии и геофизики.
В 1959 году, в связи с открытием Новосибирского государственного университета, организовал там и возглавил кафедру общей геологии и геологии СССР.
В 1970 году организовал и возглавил Институт тектоники и геофизики АН СССР в Хабаровске. В это же время являлся заместителем председателя Президиума Дальневосточного научного центра, а затем Дальневосточного отделения АН СССР.
Указом Президиума Верховного Совета СССР от 21 января 1981 года за выдающиеся заслуги в области геологии Юрию Александровичу Косыгину присвоено звание Героя Социалистического Труда с вручением ордена Ленина и медали «Серп и Молот».
С 1988 по 1994 годы Ю. А. Косыгин был Почётным директором Института тектоники и геофизики ДВНЦ АН СССР.

Могила Ю. А. Косыгина на Центральном кладбище Хабаровска.

Умер 25 января 1994 года в Хабаровске. Похоронен на Центральном кладбище Хабаровска.

## Научные труды
Автор и редактором более 280 научных работ, посвящённых актуальным вопросам современной тектоники, региональной, общей и нефтяной геологии.
Один из авторов тектонических карт СССР (1952 и 1956 годы), карты докембрийской тектоники Сибири и Дальнего Востока (1962), карты тектоники докембрийской эпохи континентов (1971).

Институт тектоники и геофизики АН СССР. Хабаровск

Состоял членом редакционных коллегий научных журналов «Геотектоника» (с 1965 по 1988 годы) и «Геология и геофизика» (с 1959 по 1994 годы), заместителем главного редактора журнала «Тихоокеанская геология» (1981-1994 годы).

## Награды
- Медаль «Серп и Молот» (21.01.1981)
- два ордена Ленина (22.01.1971; 21.01.1981)
- орден Отечественной войны II степени (11.03.1985)
- два ордена Трудового Красного Знамени (29.04.1967; 17.09.1975)
- орден Дружбы народов (20.08.1986)
- орден Красной Звезды (18.11.1943)
- орден «Знак Почёта» (27.03.1954)
- Ленинская премия (1988)
- Золотая медаль имени А. П. Карпинского АН СССР (1985)
- Медали «За победу над Германией в Великой Отечественной войне 1941—1945 гг.», «В память 800-летия Москвы», «За доблестный труд» и другие
- Почётная грамота Президиума АН СССР (1975)

## Память
- Имя Юрия Косыгина носит Институт тектоники и геофизики ДВО РАН.

## Факты
В декабре 1982 года, отдыхавший в санатории Узкое вместе с Косыгиным Ю. Нагибин  записал в своём Дневнике:

Он, вспомнив наш недавний разговор, счёл почему-то нужным подтвердить свои прежние утверждения, что Циолковский — провинциальный мечтатель, а Мичурин — полная липа. Лысенко же — шизофреник. Прощаясь, он сказал, что по-прежнему любит дам.
— Нагибин Юрий Маркович. Дневник. — М.: Книжный сад, 1992. — С. 462